# 淀川河川公園

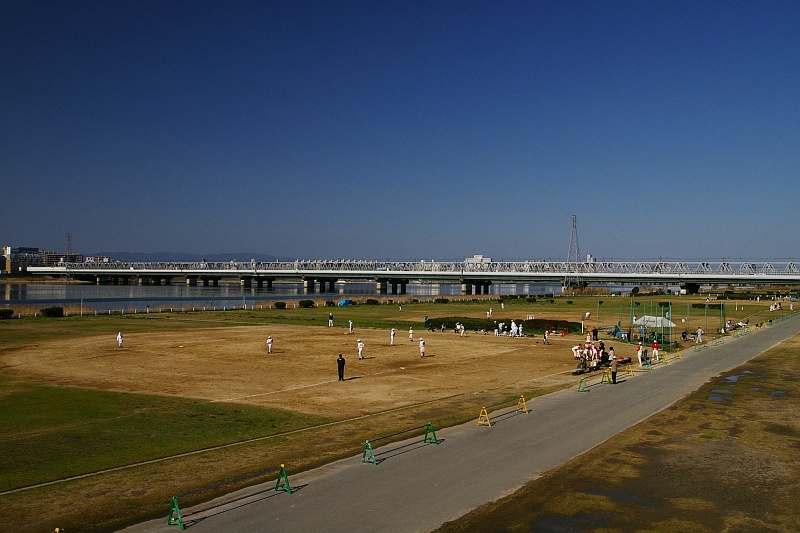
淀川河川公園 海老江地区野球場

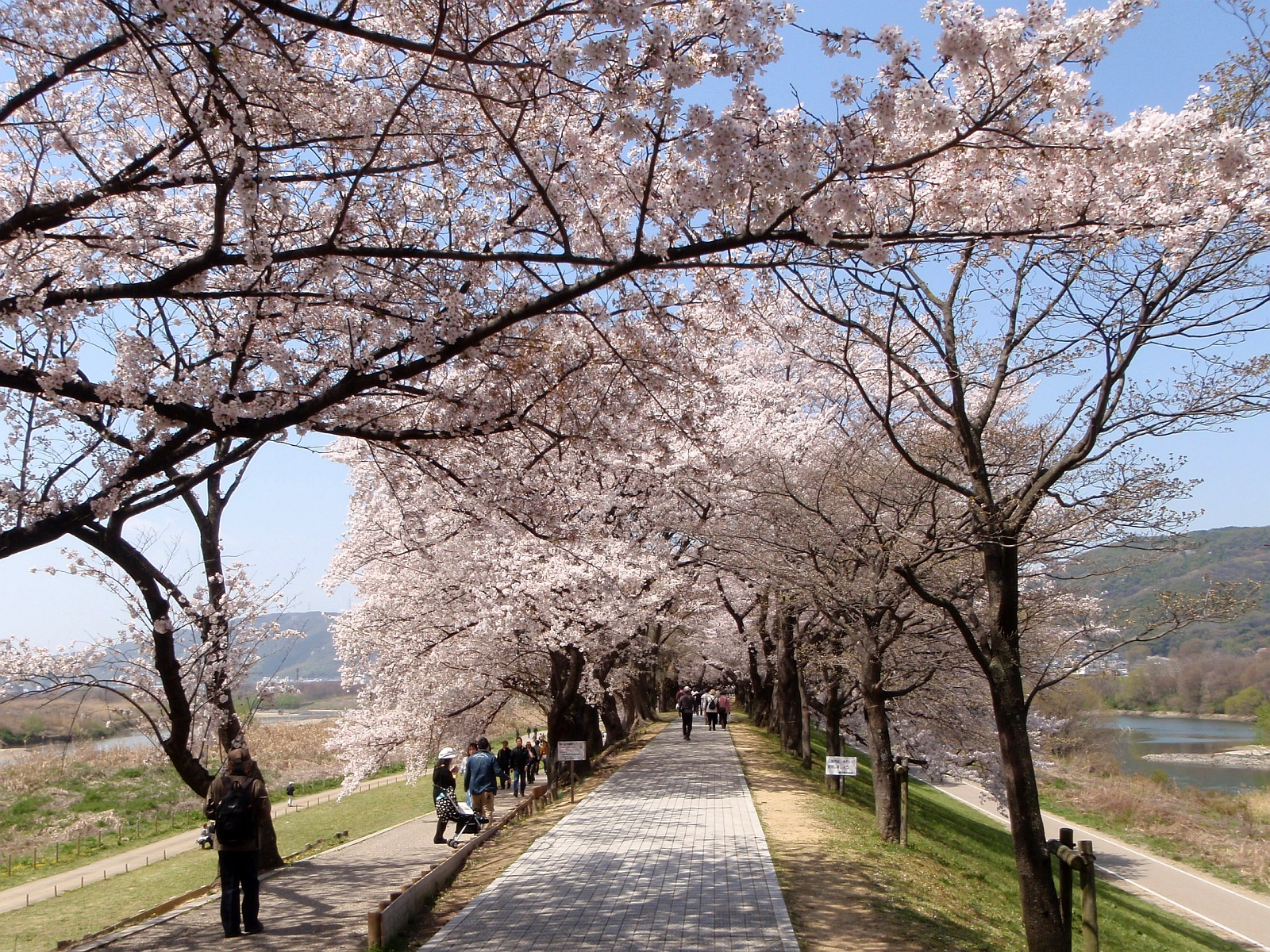
背割堤地区の桜並木

淀川河川公園（よどがわかせんこうえん）は、淀川の河川敷にある国営公園である。
運営は淀川河川公園管理グループ共同体（阪神造園建設業共同組合と一般財団法人公園財団のJV）が受託している(平成27年度まで)。

## 概要
大阪府（大阪市、守口市、寝屋川市、枚方市、摂津市、高槻市、島本町）と京都府（八幡市、大山崎町）の2府・7市2町をまたぎ、40地区の施設広場を運営している。
- 北岸（右岸） - 大山崎（京都府乙訓郡大山崎町）、島本（大阪府三島郡島本町）、大塚・三島江（高槻市）、鳥飼上・鳥飼下・鳥飼西（摂津市）、豊里・西中島（大阪市）
- 南岸（左岸） - 枚方・三矢（枚方市）、木屋元・太間・仁和寺（寝屋川市）、佐太西・大日・八雲・外島（守口市）、太子橋・赤川・毛馬・海老江（大阪市）

ほかに野草広場地区、景観保全地区、自然地区がある。特に景観保全地区である背割堤地区（京都府八幡市）は桜の名所である。
公園施設のほか、地区によるが野球場・テニスコート・陸上トラック・サッカー/ラグビー場・フットサルコート・ゲートボール・ディスクゴルフ場・パターゴルフ場・グラウンドゴルフ場・バーベキュー施設・駐車場・プール・スケート場・船着場を設置している。これらの施設利用者数は年間約80万人である。
「川でなければできない利用、川に活かされた利用。」として、身近な自然を楽しめ、川と街の一体感が体現できるというのがコンセプト。

## 各地区ギャラリー

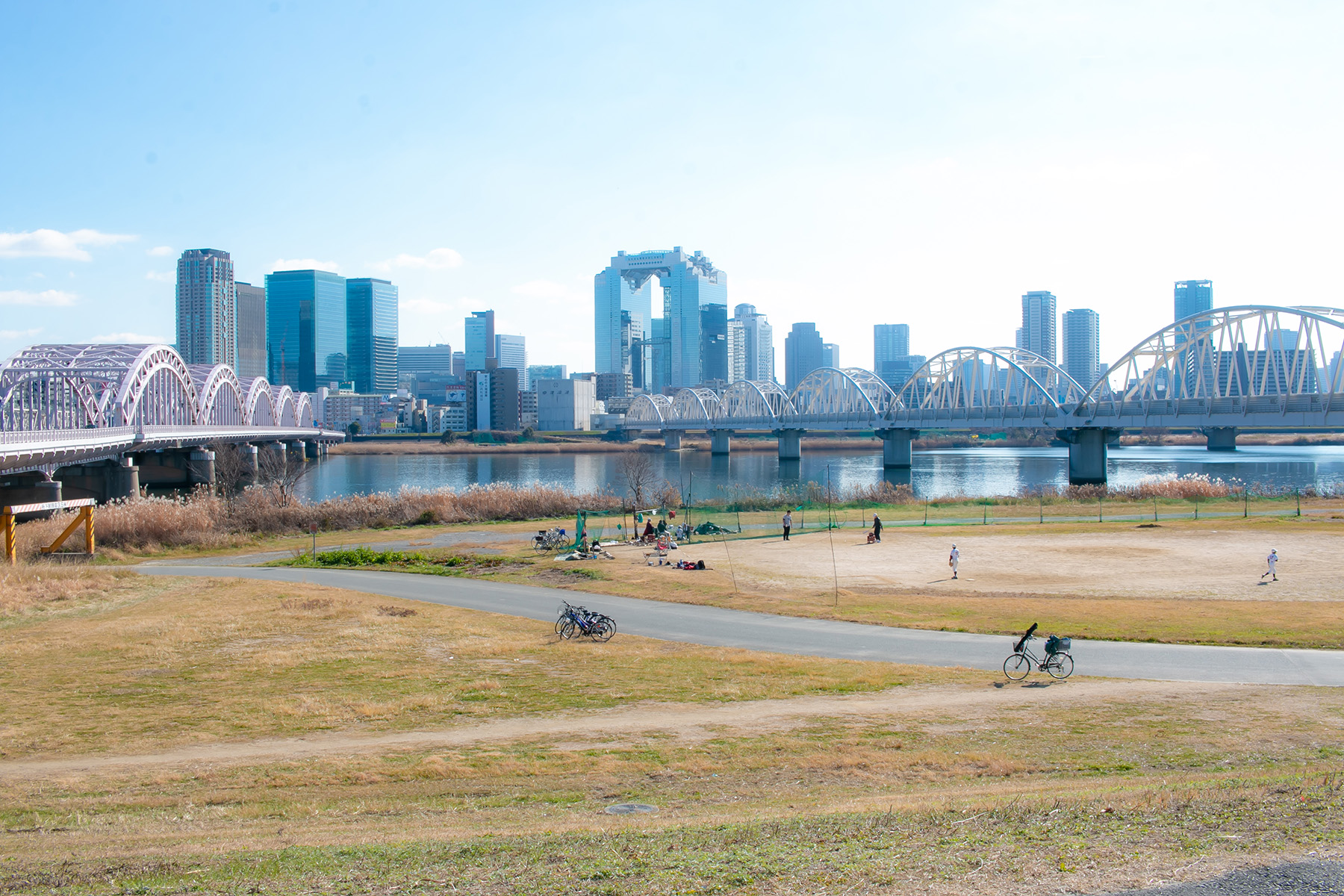
十三地区
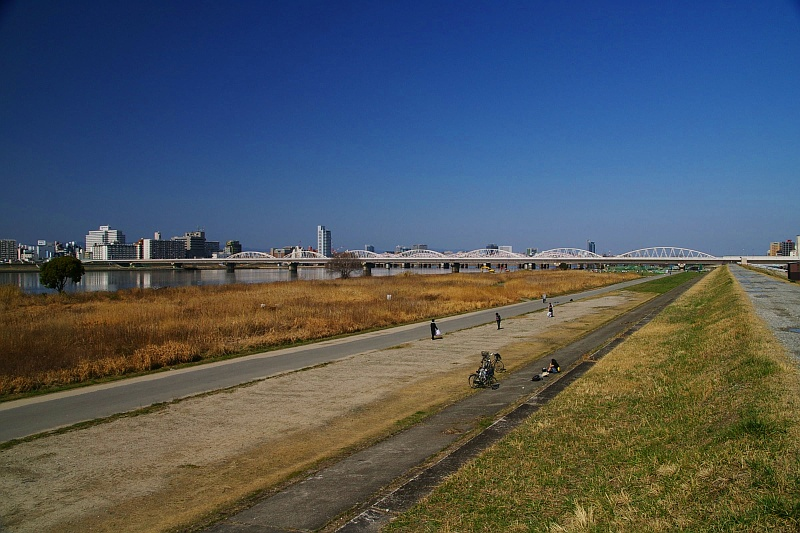
大淀地区
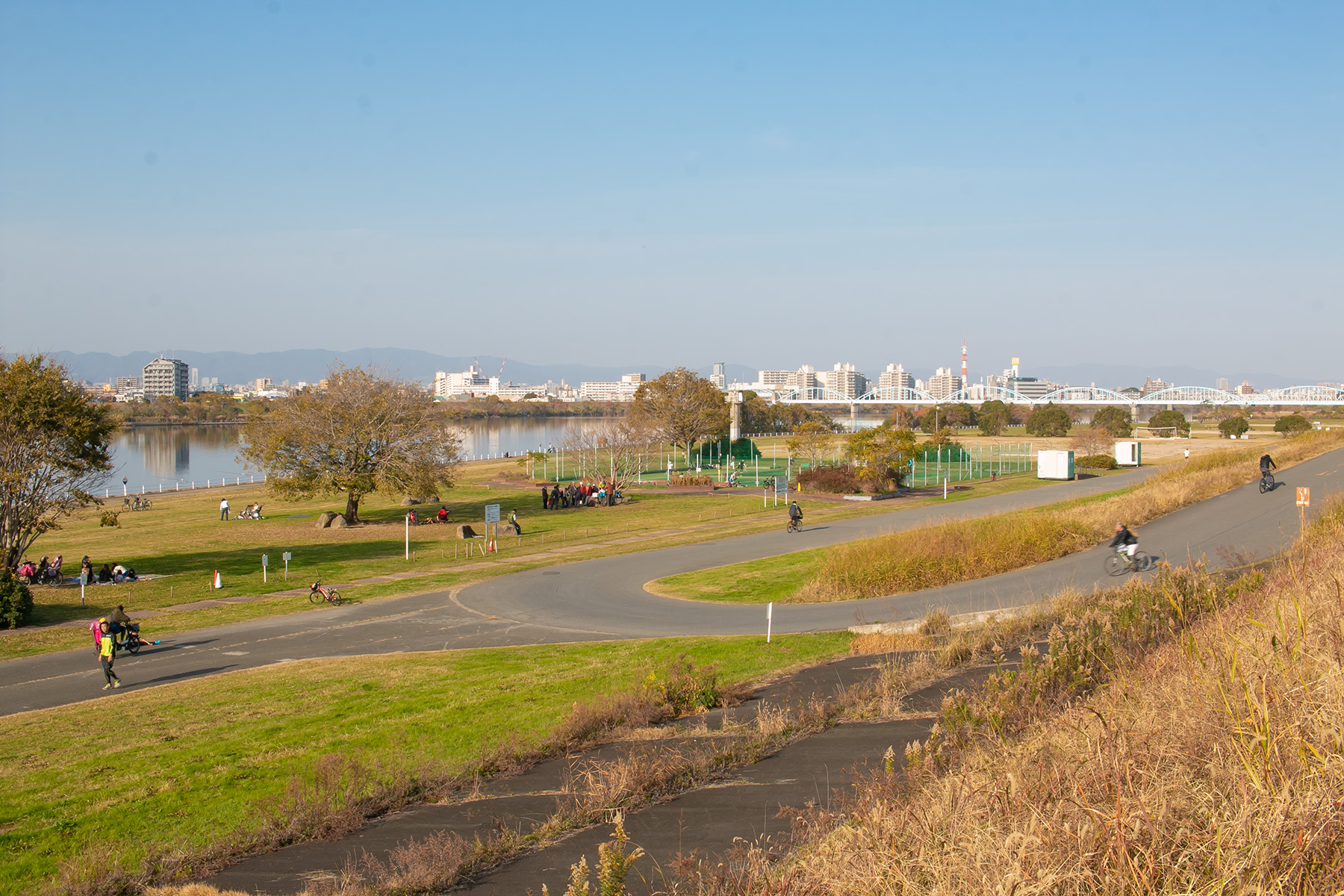
毛馬地区
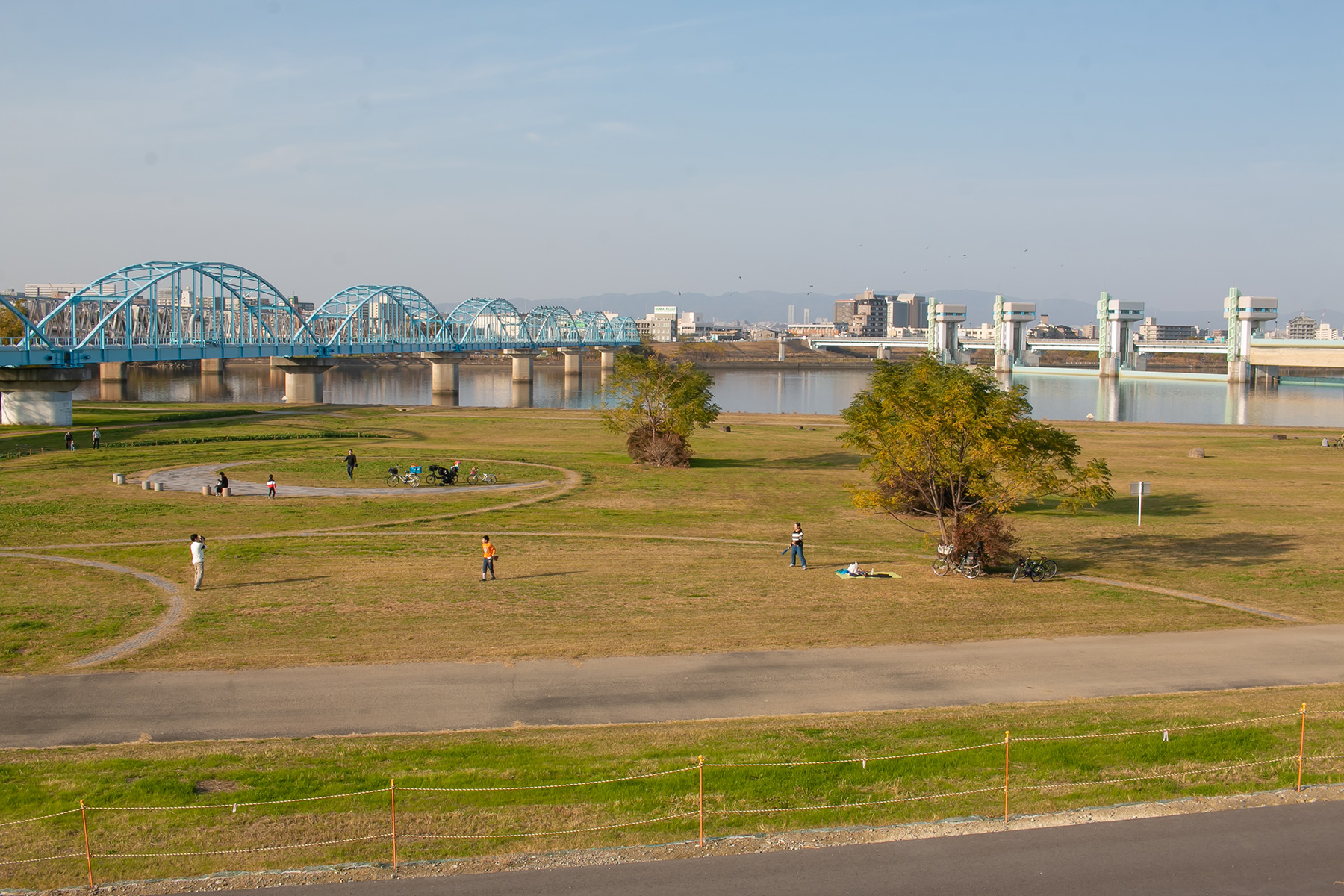
長柄地区
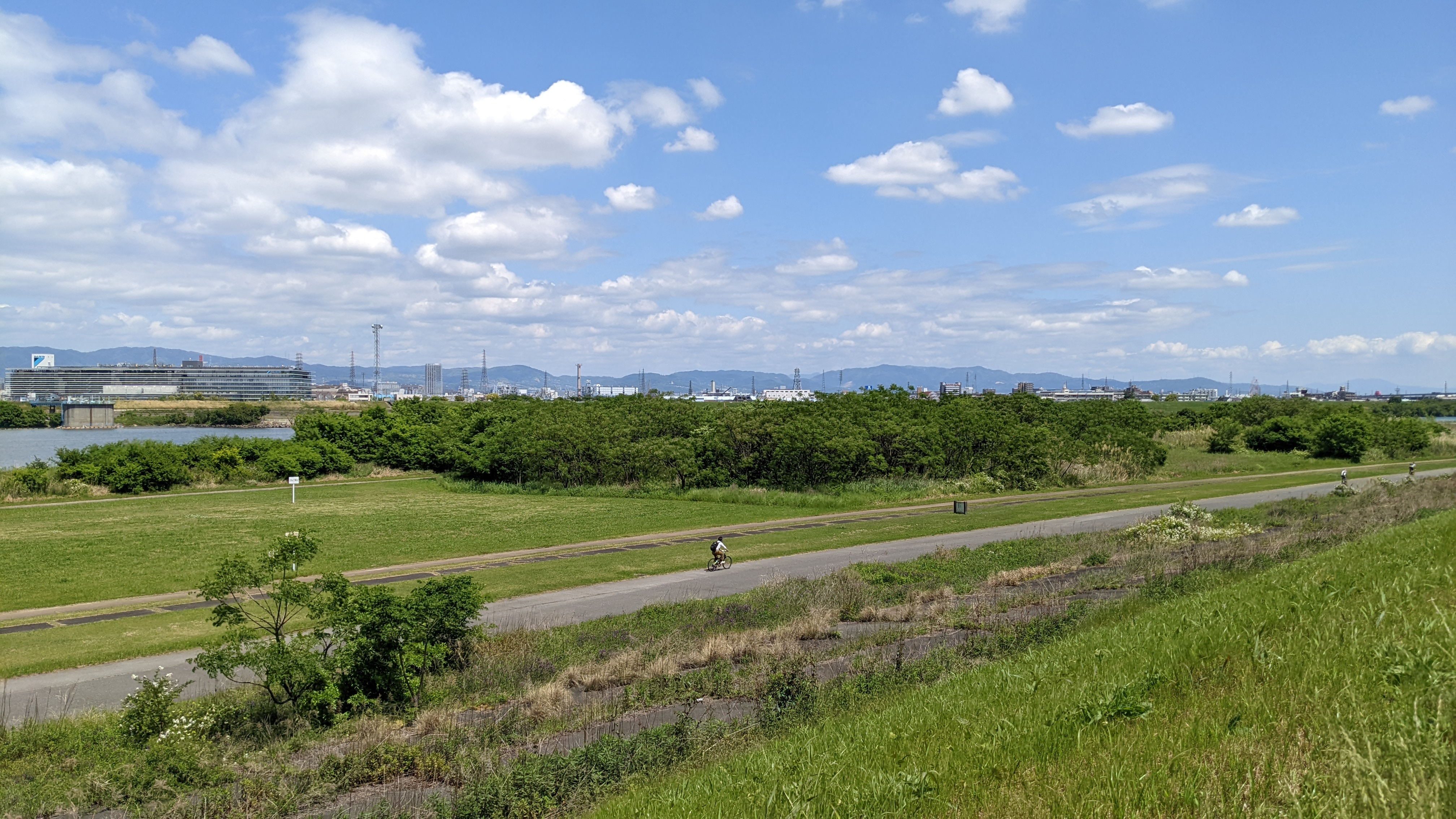
八雲野草地区
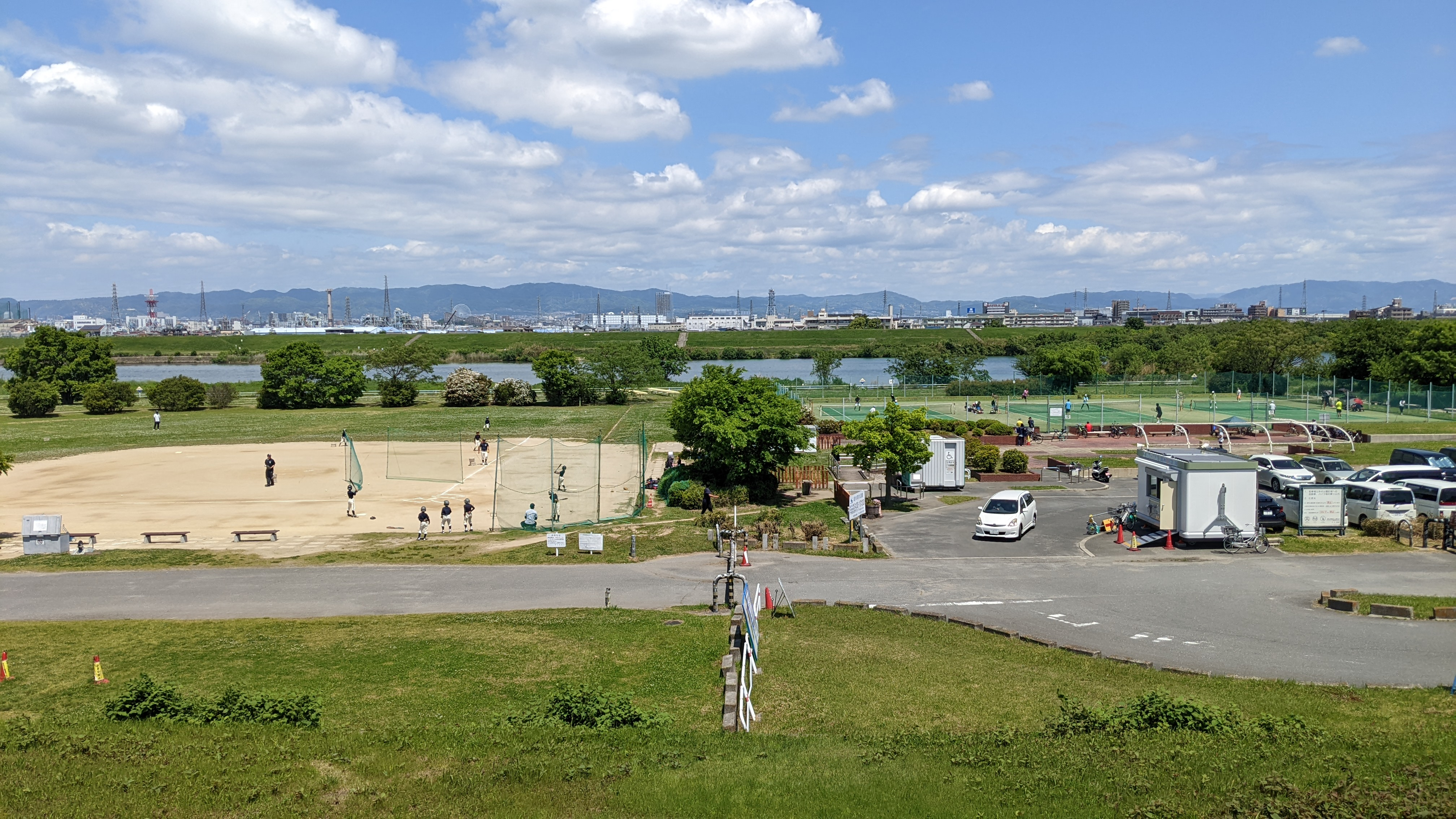
八雲地区
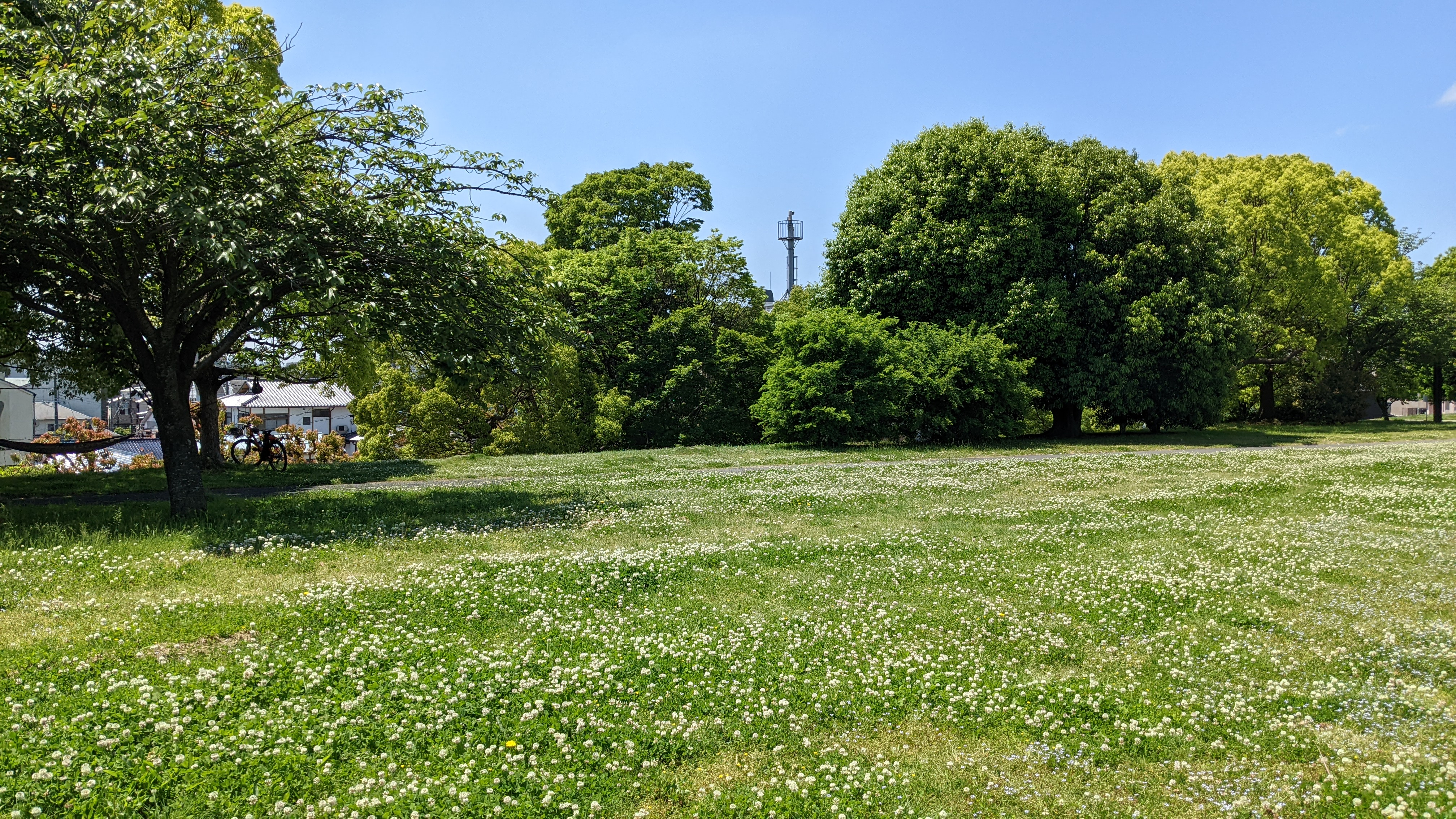
庭窪河畔地区
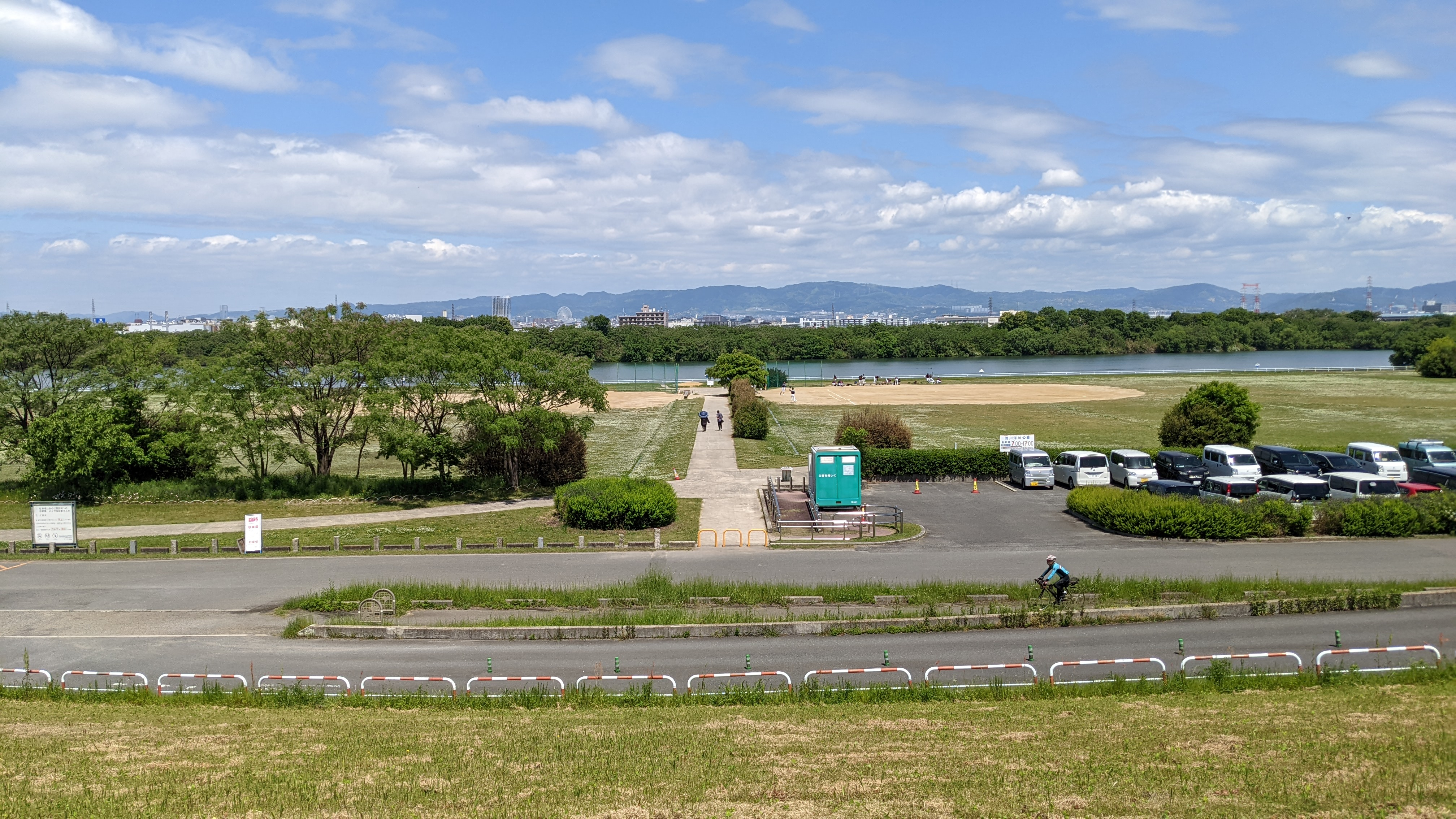
大日地区
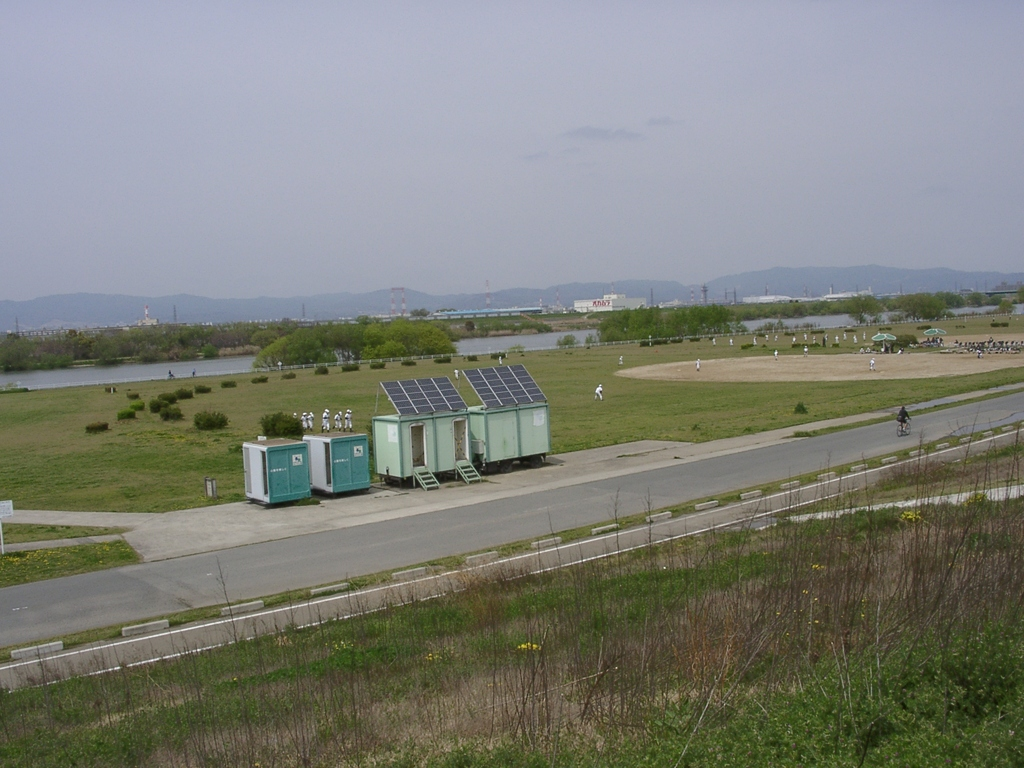
佐太西地区(守口)
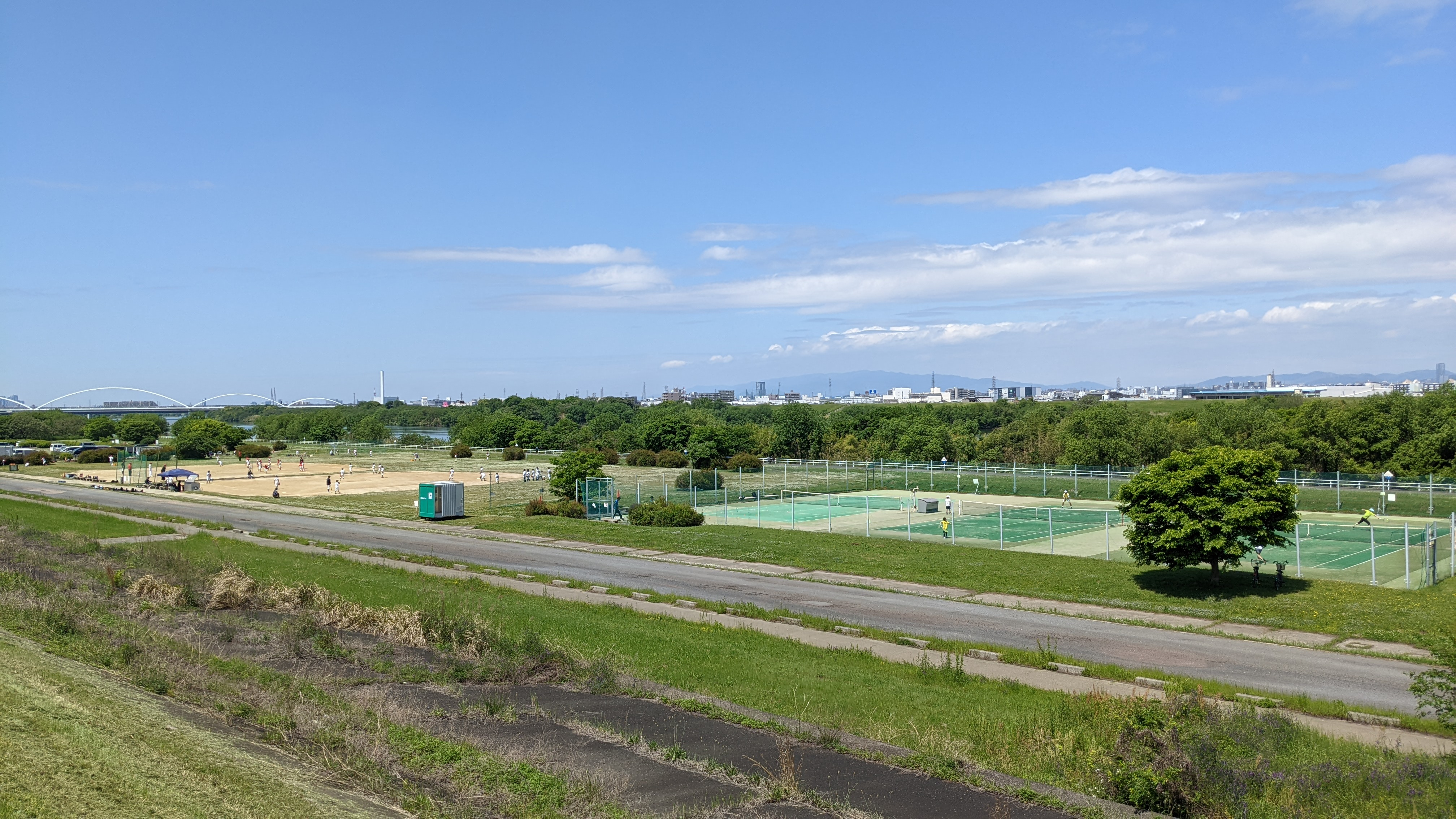
佐太西地区(寝屋川)
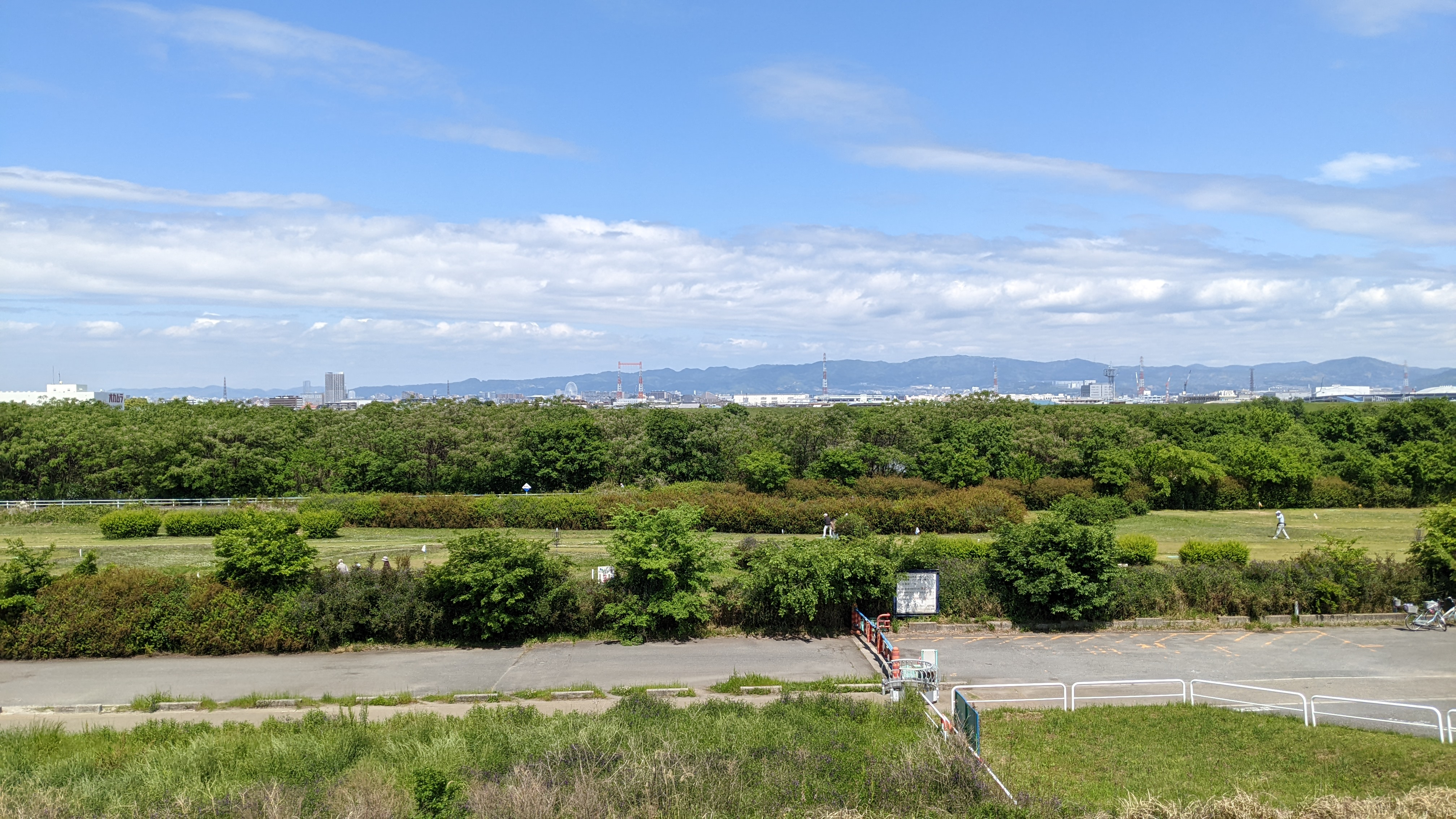
仁和寺野草地区
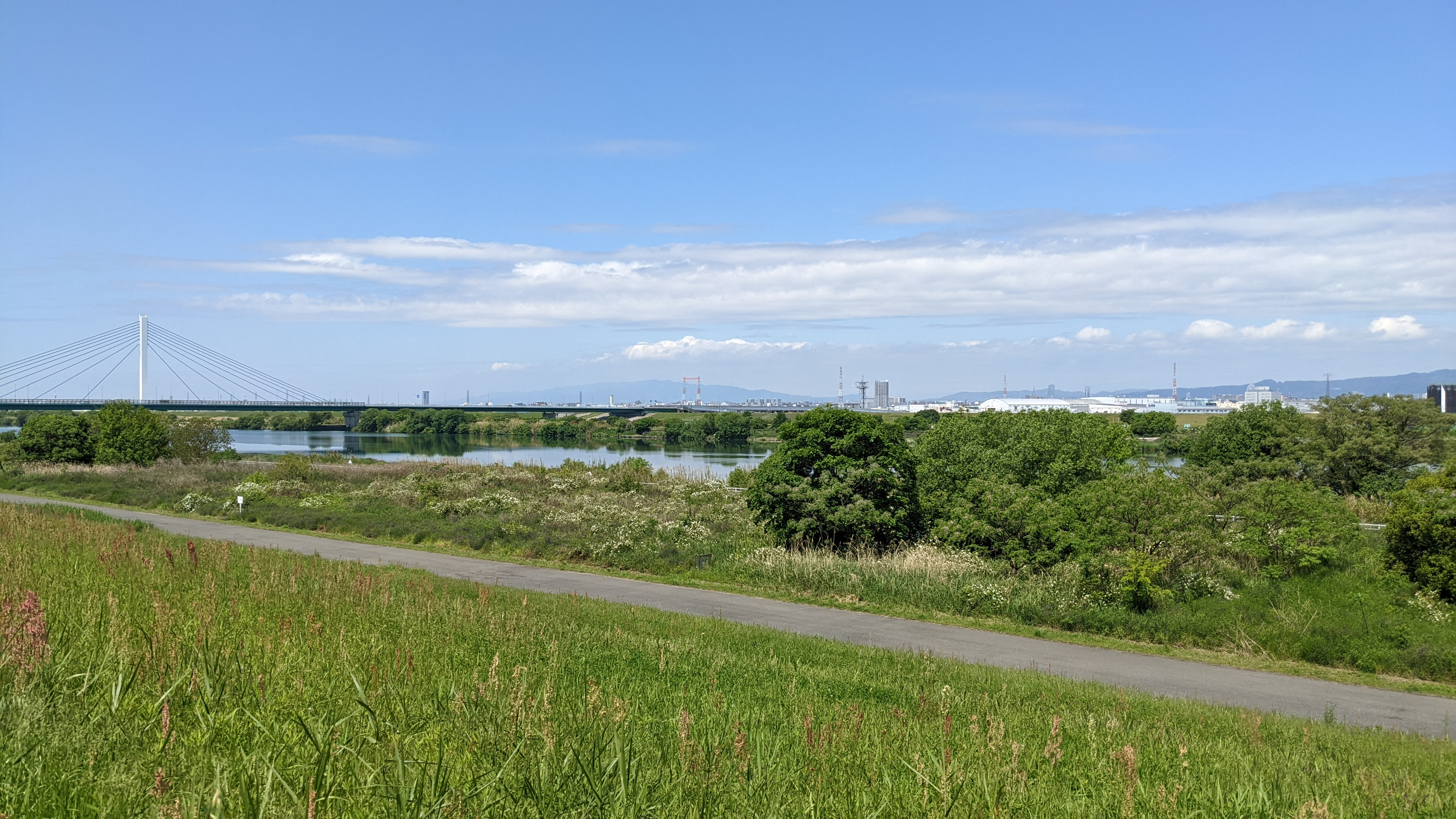
点野野草地区
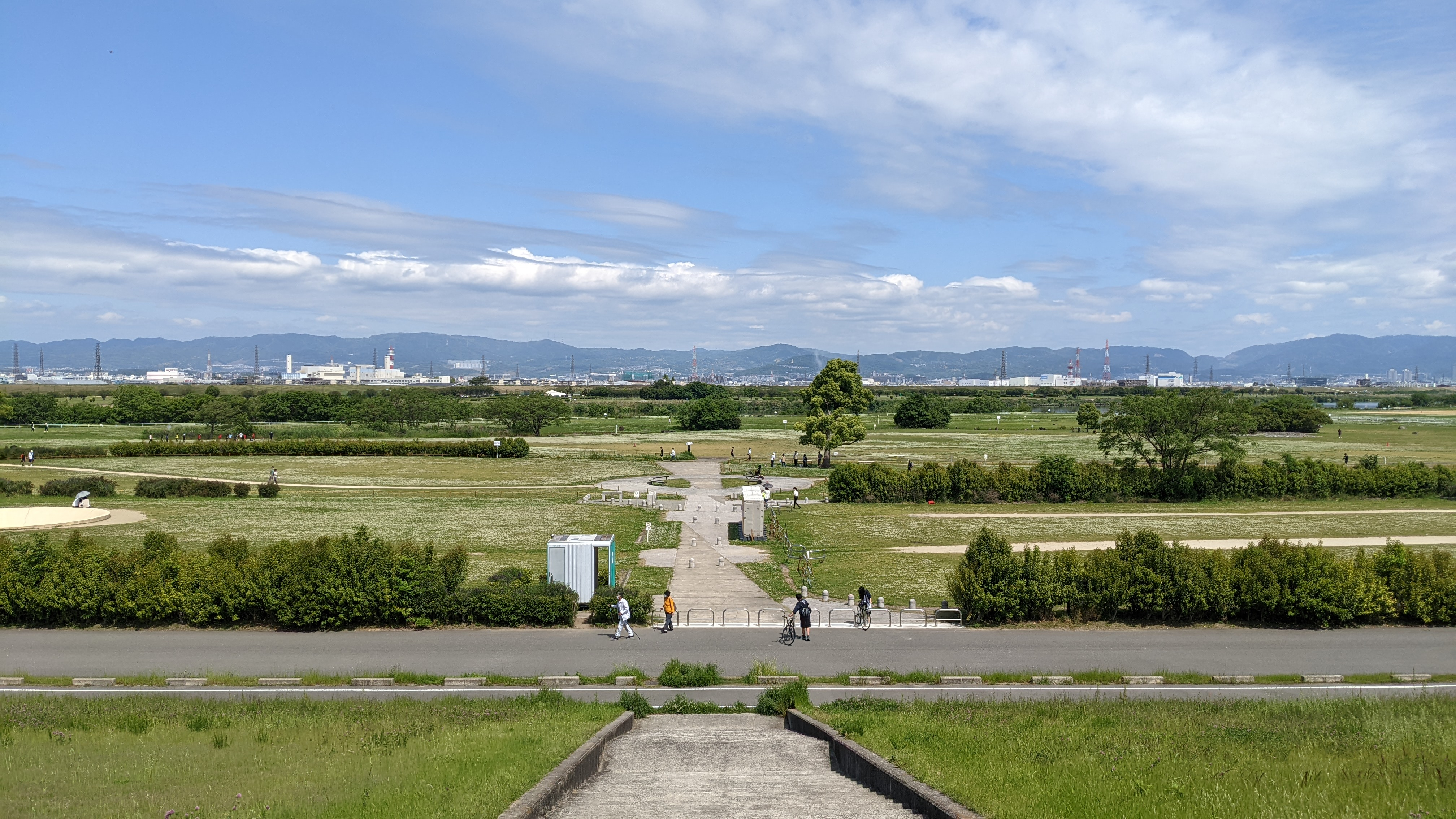
太間地区
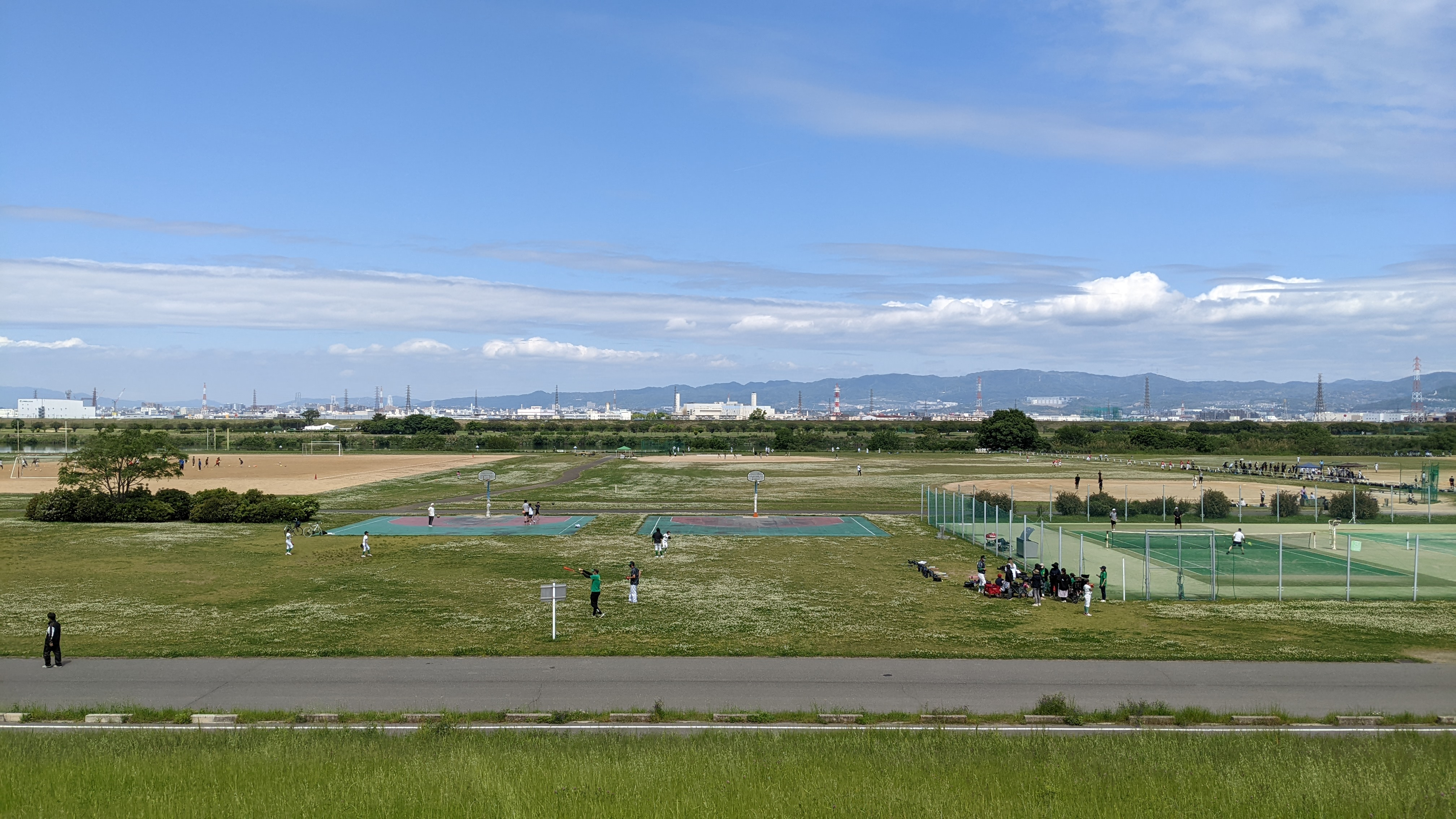
木屋元地区
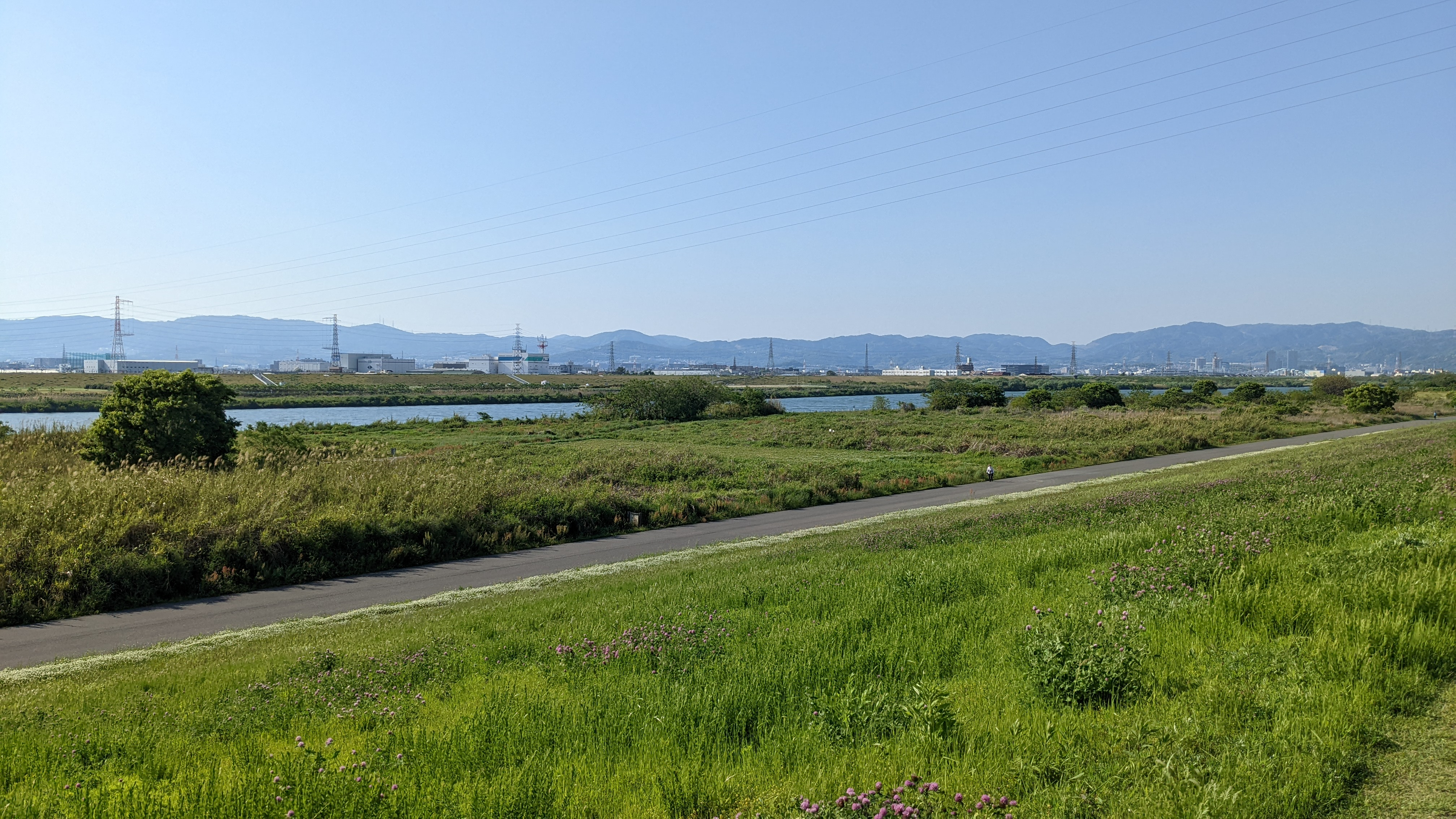
出口野草地区
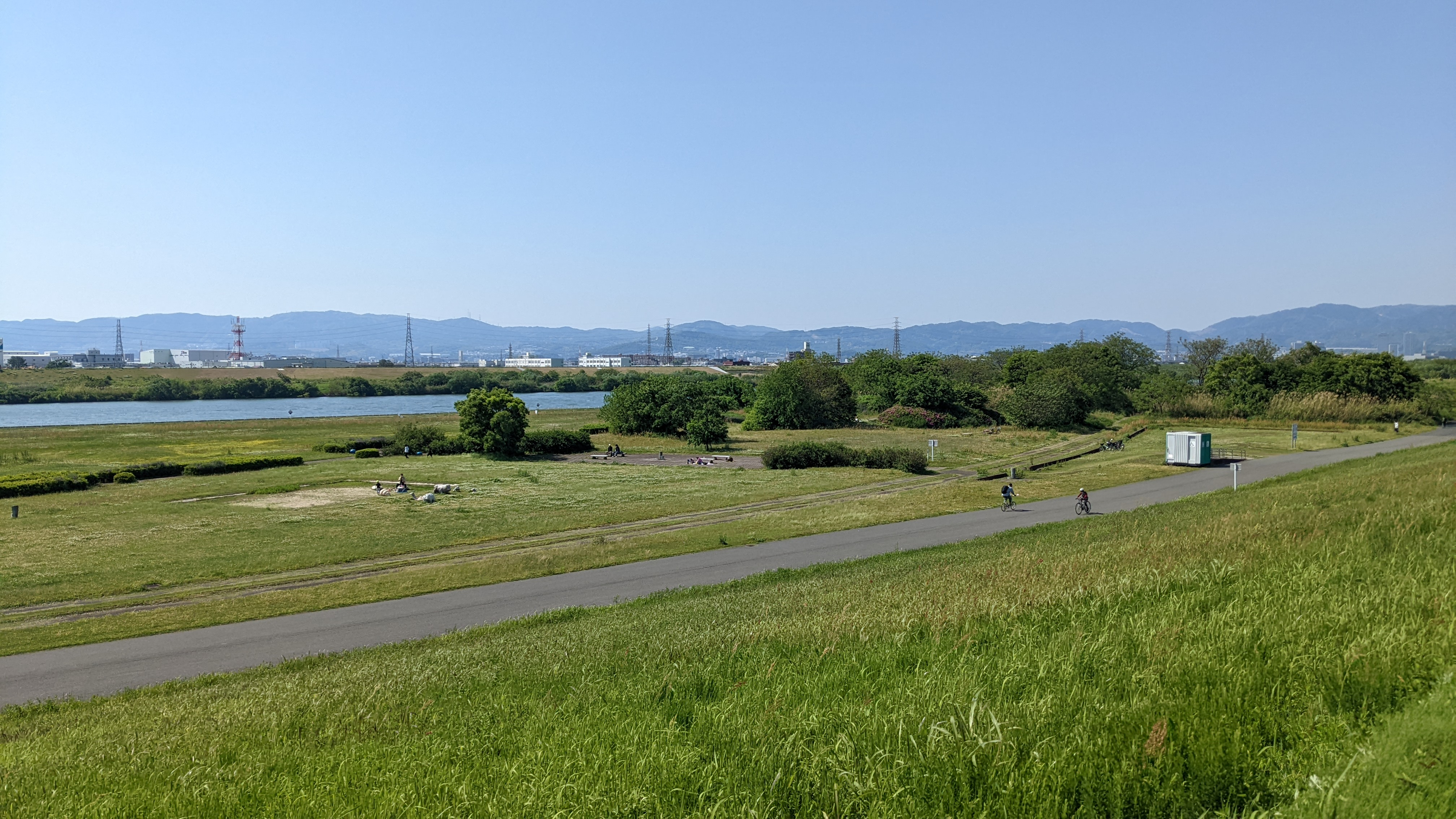
出口地区
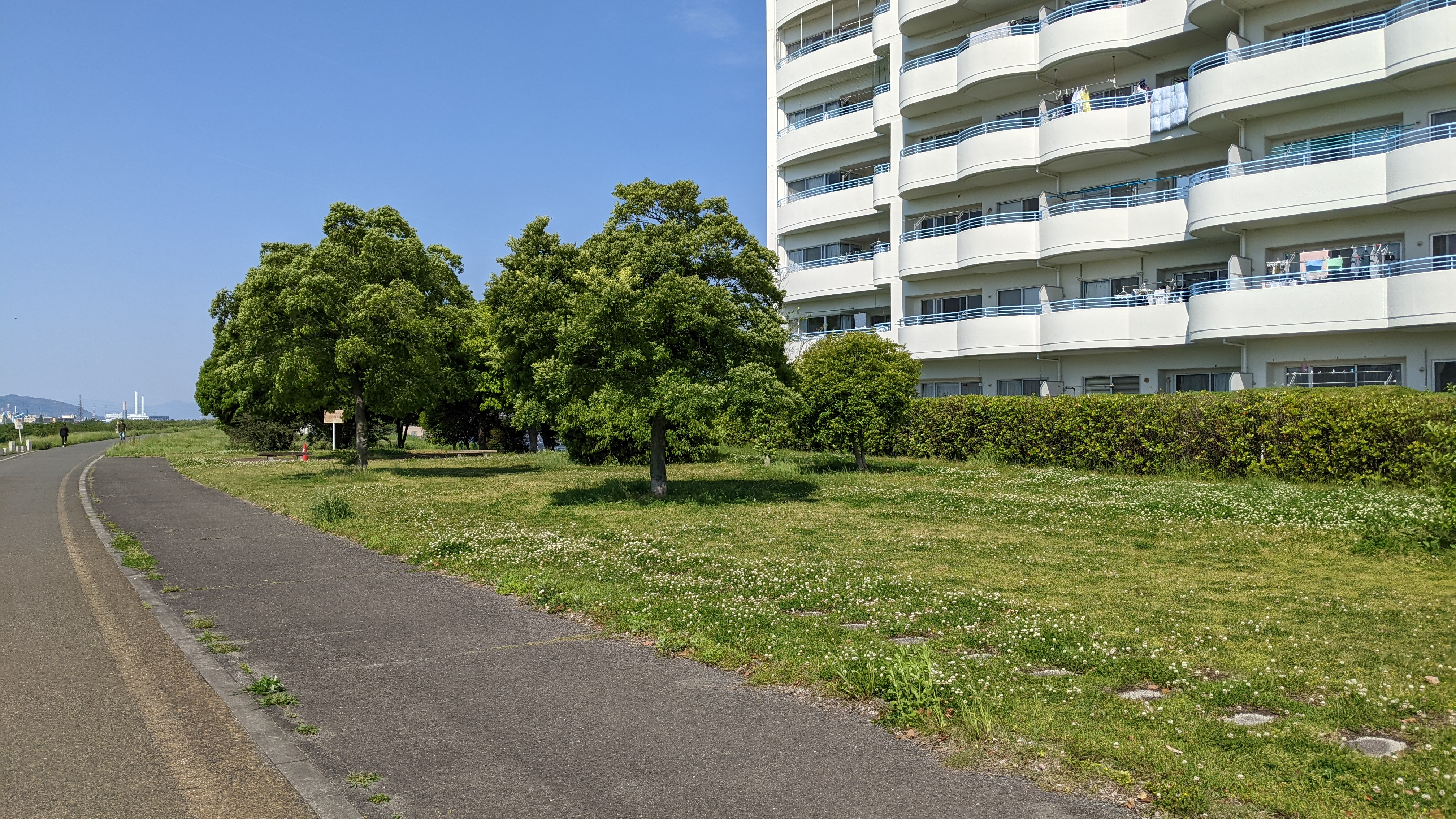
出口河畔地区
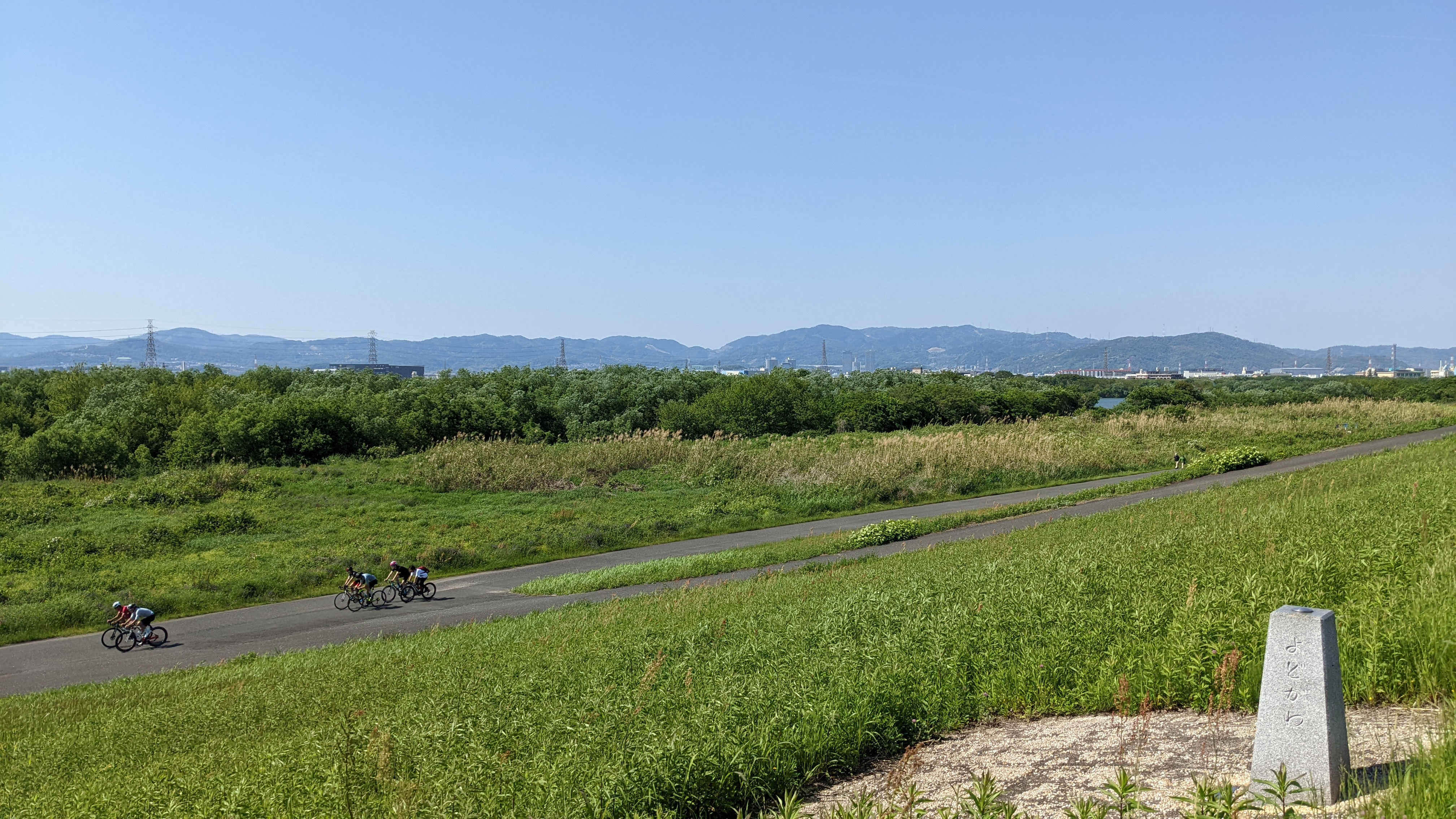
伊加賀野草地区
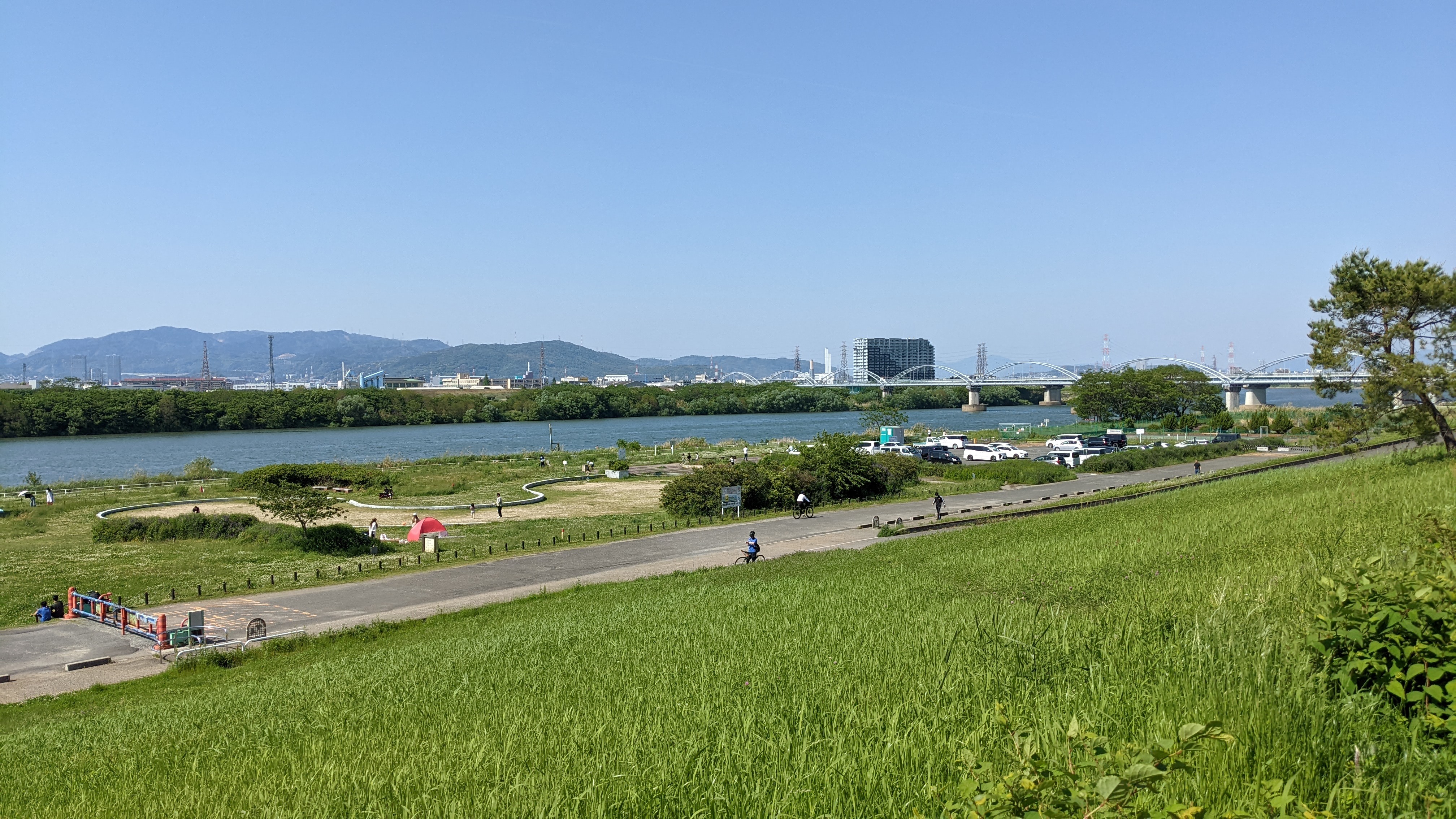
三矢地区
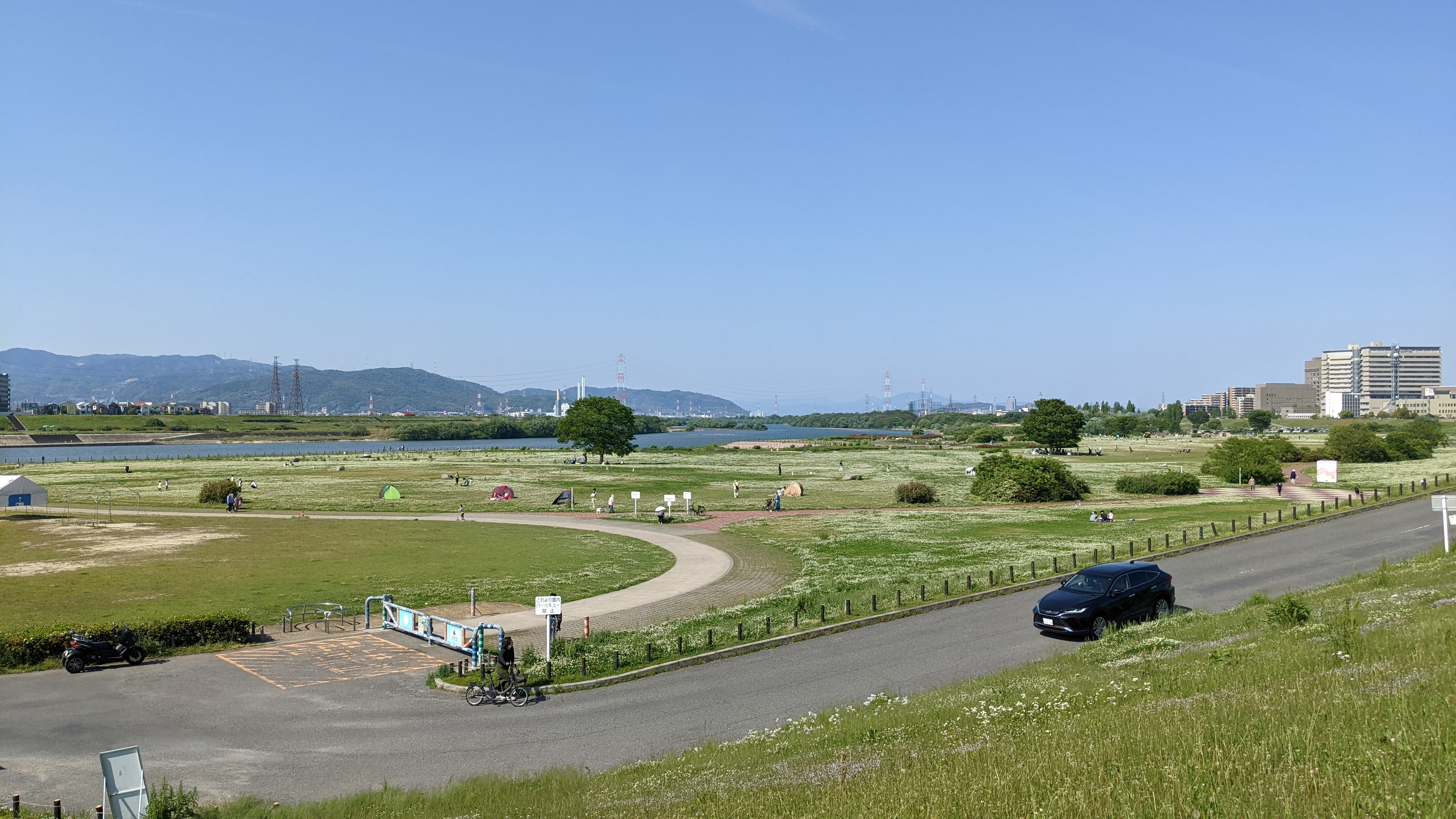
枚方地区